# Manavgat
Manavgat là một huyện thuộc tỉnh Antalya, Thổ Nhĩ Kỳ. Huyện có diện tích 2249 km² và dân số thời điểm năm 2007 là 165114 người, mật độ 73 người/km².